# Bình Tuy
Bình Tuy is een voormalige provincie in Đông Nam Bộ. De provincie werd  in 1956 opgericht door de regering van Zuid-Vietnam.
De provincie werd opgeheven in 1976 en samengevoegd met de provincies Ninh Thuận en Bình Thuận tot vorming van de provincie Thuận Hải.